# 아침편지문화재단
아침편지문화재단은 인터넷 활용으로 국민의 정서 함양과 삶의 질을 향상시켜 정신 문화 진흥과 사회의 균형적 발전을 도모하기 위하여 2004년 4월 2일 설립된 문화체육관광부 소관의 재단법인이다. 사무실은 충청북도 충주시 노은면 문성리 119-2 에 있다.

## 주요 업무
- 인터넷을 통한 아침편지 집필 및 발송
- 독서문화 공동체 형성
- 꿈을 가진 젊은이 장학사업 등